# Liste der Biografien/Ruw
Liste der Biografien |
Portal Biografien |
Personensuche
# |
A |
B |
C |
D |
E |
F |
G |
H |
I |
J |
K |
L |
M |
N |
O |
P |
Q |
R |
S |
T |
U |
V |
W |
X |
Y |
Z |
?
 
Ra |
Rb |
Rd |
Re |
Rh |
Ri |
Rj |
Rk |
Rl |
Rm |
Rn |
Ro |
Rr |
Rs |
Rt |
Ru |
Rv |
Rw |
Rx |
Ry |
Rz
 
Rua |
Rub |
Ruc |
Rud |
Rue |
Ruf |
Rug |
Ruh |
Rui |
Ruj |
Ruk |
Rul |
Rum |
Run |
Ruo |
Rup |
Rur |
Rus |
Rut |
Ruu |
Ruv |
Ruw |
Rux |
Ruy |
Ruz
Die Liste der Biografien führt alle Personen auf, die in der deutschsprachigen Wikipedia einen Artikel haben. Dieses ist eine Teilliste mit 10 Einträgen von Personen, deren Namen mit den Buchstaben „Ruw“ beginnt.

## Ruw

### Ruwa
- Ruwa’ichi, Jude Thadaeus (* 1954), tansanischer römisch-katholischer Ordensgeistlicher, Erzbischof von Daressalam
- Ruwan, Dilip (* 1991), sri-lankischer Leichtathlet

### Ruwe
- Ruwe, Emma (* 2002), deutsche Handballspielerin
- Ruwe, Hans Gerd (1926–1995), deutscher Steinmetz und Bildhauer
- Ruwe, Heiko (* 1969), deutscher Handballtrainer und -spieler
- Ruwe, Jürgen (* 1946), deutscher General
- Ruwe, Leni (* 2004), deutsche Handballspielerin
- Ruwet, Nicolas (1932–2001), französischer Linguist und Romanist belgischer Herkunft

### Ruwi
- Ruwisch, Ulrieke (* 1958), deutsche Autorin

### Ruwo
- Ruwoldt, Hans Martin (1891–1969), deutscher Bildhauer